# Festival de télévision de Monte-Carlo 2013
 (novembre 2016).
Le Festival de télévision de Monte-Carlo 2013, 53e édition du festival, s'est déroulé du 9 au 13 juin 2013.

## Nommés Nymphes d'or[1]

### Programme long fiction
- Der Fall Jakob Von Metzler  Allemagne
- Tom, Dick & Harriet  Canada
- Le Métis de Dieu  France
- Manipulations  France
- Aglaja  Hongrie
- Poplar No Aki (Autumn at the Poplar House)  Japon
- Occamova Britva  République tchèque
- Complicit  Royaume-Uni

### Mini-séries
- Die Holzbaronin  Allemagne
- Un monde sans fin  Allemagne
- Carta a Eva  Espagne
- Hatfields and McCoys  États-Unis
- Altri Tempi  Italie
- Made in Japan  Japon
- Horici Ker (Burning Bush)  République tchèque
- Broadchurch  Royaume-Uni
- Dancing on the Edge  Royaume-Uni

### Séries TV-comédie
- Die Kirche Bleibt Im Dorf (You Can't Take the Church Out of the Village)  Allemagne
- Lowdown  Australie
- Crimi Clowns  Belgique
- Les Parent  Canada
- 30 Rock  États-Unis
- Modern Family  États-Unis
- Fais pas ci, fais pas ça  France
- Lazy Company  France
- Fresh Meat  Royaume-Uni
- Red Dwarf X  Royaume-Uni

### Séries TV-dramatique
- Vermist  Belgique
- Bomb Girls  Canada
- Borgen III  Danemark
- Forbrydelsen III  Danemark
- Breaking Bad  États-Unis
- Capadocia  États-Unis
- Homeland  États-Unis
- Love/Hate  Irlande
- First Love  Japon
- The Blue Rose  Nouvelle-Zélande
- Downton Abbey  Royaume-Uni
- Doctor Who  Royaume-Uni

### Grands reportages
- After The Silence  Allemagne
- The Greek Lie  Allemagne
- Doczone: Syria - Behind Rebel Lines  Canada
- Tuesday Report: The China Factory: Behind Serial Jumps  Chine
- Secrets of the Sweet Fragrance  Corée du Sud
- Sexe, Salafistes et Printemps Arabe  France
- Les Enfants du Seigneur  France
- One The Spot - Warriors  Hongrie
- Meltdown: Inside the Fukushima Disaster  Japon
- What Killed Arafat  Qatar
- Chinese Murder Mystery  Royaume-Uni
- Exposure: The Other Side of Jimmy Savile  Royaume-Uni
- Le Voyant de L'Esprit. Le Déblocage de ma Voix  Royaume-Uni
- Mission: Investigate  Suède
- The Price of Gold  Suède
- Chronique d'une Mort Oubliée  Suisse

### Programmes d'actualités 24 heures/24
- Magnotta Arrest Coverage  Canada
- CNN Coverage of Chen Guangcheng's Escape  États-Unis
- Al Jazeera English News 15G 14/09/2012  Qatar
- London Helicopter Crash  Royaume-Uni
- RT Meteorite  Russie

### Reportage du journal télévisé
- CBS News: The National - Aleppo Fighting  Canada
- Mapping 2012 Summary  Espagne
- Aleppo Airstrikes  États-Unis
- Être juif dans l'Iran d'Ahmadinejad  France
- Les Danseuses de Port-Au-Prince  France
- Breivik's Russian Followers  Norvège
- Arctic Wildlife at Risk From Climate Change  Qatar
- Damascus - Gauntlet of Gunfire  Royaume-Uni
- Marikana Mine Massacre  Royaume-Uni

### Prix spécial du prince Rainier III
- 99 Reasons Why the World Should Not End  Allemagne
- Newdesk - Global Warming Strikes Back  Corée du Sud
- On the Trails of the Glaciers: Mission to Caucasus  Italie

### Prix de l'audience TV internationale

#### Meilleure série TV Dramatique
- Les Experts : Miami  États-Unis
- House  États-Unis
- Mentalist  États-Unis

#### Meilleure série TV comédie
- Mr Bean  Royaume-Uni
- The Big Bang Theory  États-Unis
- Mon oncle Charlie  États-Unis

#### Meilleure telenovela
- La casa de al lado  États-Unis
- The Bold and the Beautiful  États-Unis
- Eva Luna  États-Unis &  Venezuela

## Palmarès[2],[3]

### Programme long fiction
- Meilleur programme long de fiction : Aglaja  Hongrie
- Meilleure actrice : Eszter Ónodi dans Aglaja  Hongrie
- Meilleur acteur : Ali Arsher dans Complicit  Royaume-Uni
- Meilleur réalisateur : Krisztina Deák dans Aglaja  Hongrie

### Mini-séries
- Meilleure mini-série : Letter to Eva  Espagne
- Meilleure actrice : Julieta Cardinali  Espagne
- Meilleur acteur : Ivan Trojan dans Burning Bush  République tchèque

### Actualités
- Meilleur documentaire : On the Spot  Hongrie
- Meilleur reportage de société : Chronicle of a Forgotten Death  Suisse
- Meilleur reportage du journal télévisé : Marikana Mine Massacre  Royaume-Uni
- Meilleur programme d'actualités 24 heures/24 : RT Meteorite  Russie

### Séries TV
- Meilleure série télévisée internationale - comédie : Modern Family  États-Unis
- Meilleure série télévisée européenne - comédie : Fresh Meat  Royaume-Uni
- Meilleure actrice : Tina Fey dans 30 Rock  États-Unis
- Meilleur acteur : Ty Burrell dans Modern Family  États-Unis
- Meilleure série télévisée internationale - dramatique : Breaking Bad  États-Unis
- Meilleure série télévisée européenne - dramatique : Borgen III  Danemark
- Meilleure actrice : Sofie Gråbøl dans The Killing III  Danemark
- Meilleur acteur : Bryan Cranston dans Breaking Bad  États-Unis

### Prix de l'audience TV internationale
- Meilleure série télévisée – dramatique : The Mentalist  États-Unis
- Meilleure série télévisée – comédie : The Big Bang Theory  États-Unis
- Meilleure série télévisée – soap opera : The Bold and the Beautiful  États-Unis

### Prix spéciaux
- Prix spécial du prince Rainier III : One the Trails of the Glaciers: Mission to Caucasus  Italie
- Prix AMADE : Les Enfants du Seigneur (Lord's Children)  France
- Prix du Comité international de la Croix-Rouge : Gaza-Sderot  France
- Prix SIGNIS : Le Métis de Dieu  France
- Prix de la Croix-Rouge monégasque : Aglaja  Hongrie
- Prix UTRI - grand prix international du documentaire d'auteur : The Forgotten  Espagne